# Thomas Mapfumo

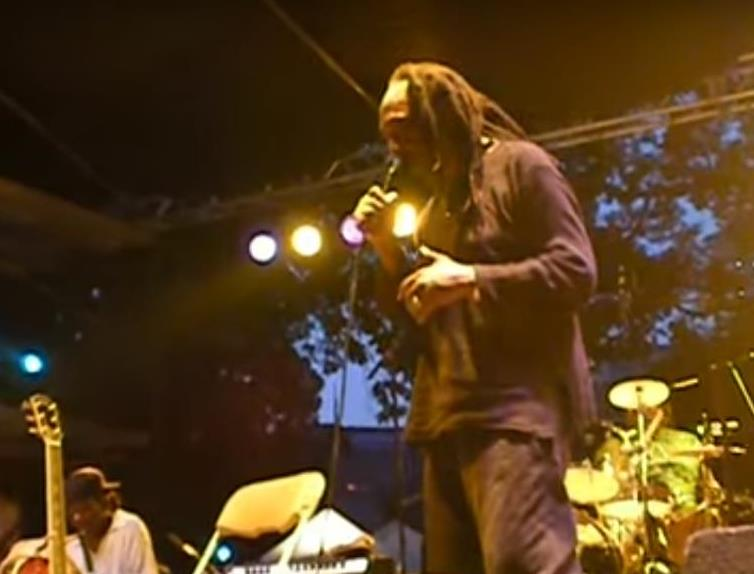
Thomas Mapfumo (2011)

Thomas Tafirenyika Mapfumo (* 2. Juli 1945 in Marondera bei Harare) ist ein Singer-Songwriter und Bandleader aus Simbabwe, bekannt auch als Mukanya oder Der Löwe von Simbabwe.

## Leben und Wirken
Mapfumo wuchs ab dem zehnten Lebensjahr bei seinem Onkel auf, der in der Shona-Tradition verwurzelt war und Mbira-Festivals organisierte. So lernte er zunächst, die Mbira zu spielen, bevor er die Soul- und Beatmusik entdeckte und seit 1965 erste Songs auf dieser Basis schrieb. Ab 1973 entwickelte er mit seiner Hallelujah Chicken Run Band auf der Basis der traditionellen Shonamusik ein an der Rockmusik orientiertes neues Musikgenre, Chimurenga (die „Musik der Befreiung“). Die Linien der Mbira wurden dabei von mehreren E-Gitarren aufgegriffen; an die Stelle der traditionellen Trommeln trat das Schlagzeug; der Gesang war auf Shona. 1974 entstanden die ersten Aufnahmen für Teal Records, die Stellung für den Befreiungskrieg bezogen, allesamt Hits wurden und zu acht Goldenen Schallplatten führten.
1976 gründete er mit der Acid Band eine neue Formation, die zusammen mit den ebenfalls populären Pied Pipers auftrat und ein erstes Album Hokoya aufnahm, das im Folgejahr veröffentlicht wurde. Das Album wurde von der Zensur der kolonialistischen Regierung von Ian Smith verboten und Mapfumo für 90 Tage in ein Straflager verbannt. Ein nächstes Album entstand 1978 mit den Blacks Unlimited, das nicht nur im Land selbst veröffentlicht wurde, sondern auch (auf dem Label Earth Works) in Europa. Seit 1983 trat er auch in Europa auf. Seit Mitte der 1980er Jahre begann er auch die Zustände im postkolonialistischen Simbabwe zu kritisieren (Corruption, 1989); auch sang er nun teilweise auf Englisch. Aufgrund seiner Popularität und seines politischen Einflusses als Kritiker von Präsident Robert Mugabe wurde er 2005 dazu gezwungen, auszuwandern. Er lebt seither in den USA.

## Diskographische Hinweise
Singles mit der Hallelujah Chicken Run Band (1972–1976)
- Tarambana / Mary
- Shumba Inobva MuGomo / Amalume
- Chandiparapata / Muwuyi Amuka
- Ngoma Yarira / Murembo

Thomas Mapfumo and the Acid Band
- Hokoyo (1978)

Thomas Mapfumo and the Blacks Unlimited
- Gwindingwi Rine Shumba (1980)
- Ndangariro (1983)
- Mabasa (1984)
- Mr Music (1985)
- Chimurenga for Justice (1986)
- Zimbabwe/Mozambique (1987)
- Varombo Kuvarombo (1988)
- Chamunorwa (1989)
- Chimurenga Masterpiece (1990)
- Shumba - Vital Hits of Zimbabwe (1990)
- Hondo (1992)
- The Singles Collection 1976-1986 (Kompilation, 1992)
- Chimurenga International (1993)
- Sweet Chimurenga (1994)
- Chimurenga Varieties (1995)
- Chimurenga Forever - The Best of Thomas Mapfumo (Kompilation, 1995)
- Roots Chimurenga (1996)
- Afro Chimurenga (1996)
- Chimurenga Movement (1997)
- Chimurenga African Spirit Movement (auch als The Lion of Zimbabwe; 1997)
- Chimurenga '98 (1998)
- Live at El Rey (1999)
- Chimurenga Explosion (2000)
- mit Wadada Leo Smith & N'Da Kulture, Dreams and Secrets (2001)
- Chimurenga Collected (Kompilation, 2001)
- Chimurenga Rebel / Manhungetunge (2002)
- Toi Toi (2003)
- Choice Chimurenga (2004)
- Rise Up (2006)
- Tribute to Benny Miller (2006)
- “Unplugged” (2006)
- Exile (2010)
- Live at Afrofest (2010)
- Golden Classics (2013)
- Music & Shabeen (2014)
- Danger Zone (2015)
- Lion Songs (2015)
- Thomas Mapfumo Live @ The Sanctuary For Independent Media 10th Anniversary (2016)